# 黒百合姫祭文

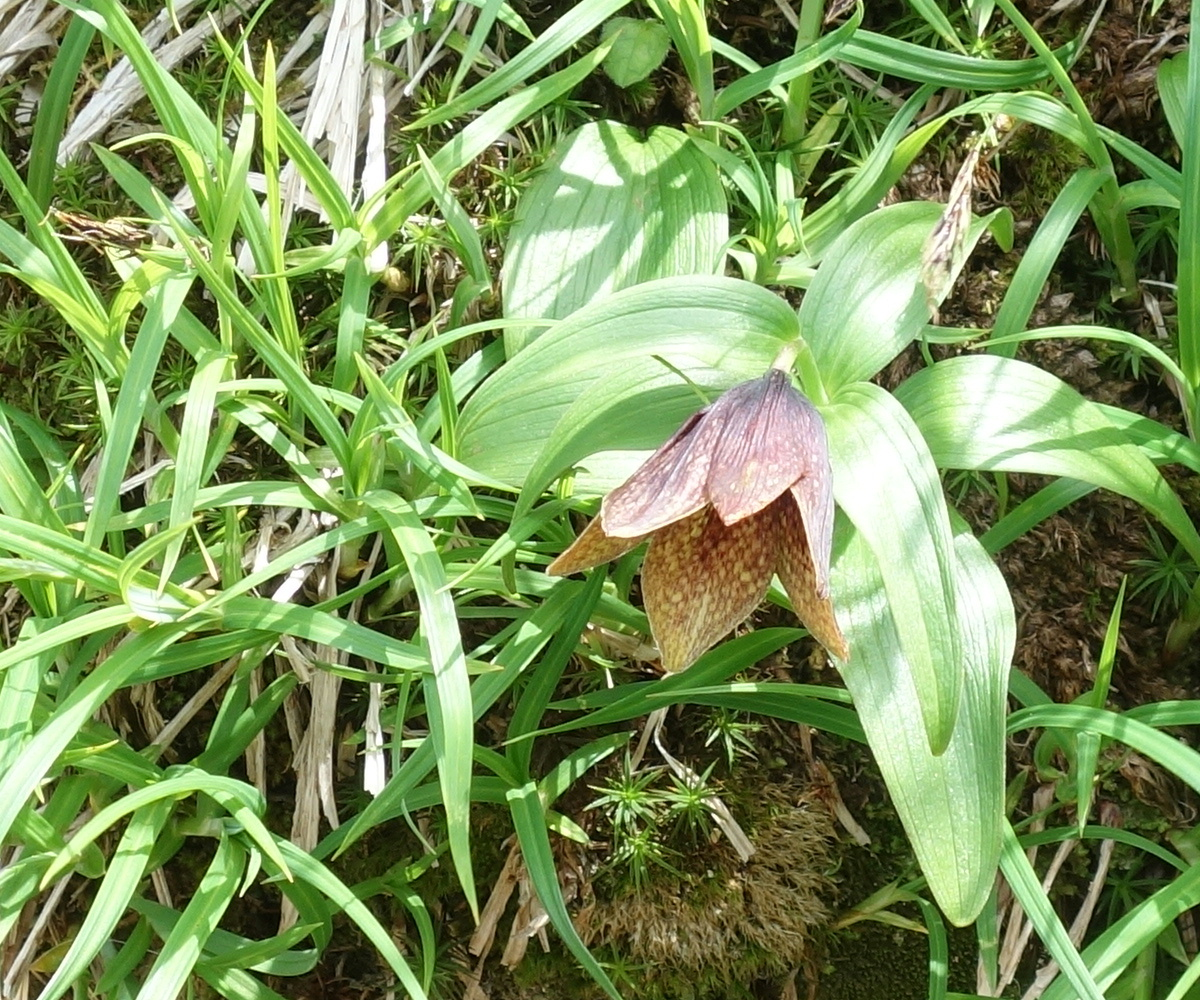
月山山頂付近に咲くクロユリ

黒百合姫祭文（くろゆりひめさいもん）は、羽黒山伏によって広く奥羽各地に伝搬された祭文である。主題は矢島地区の由利十二頭の「矢島祭文」であり、柳田國男が編集した『黒百合姫物語』（言霊書房、昭和19年）に収録されている「羽黒祭文黒百合姫」（藤原相之助）で発表された。
「黒百合姫物語」は、体格が大きな安倍貞任の血統をいかにして伝えてきたかを基調としている。平泉の藤原秀衡が源頼朝に滅ぼされた時、秀衡の妹が鳥海山の鶴間池に逃れ、乱世にもまれながら、代々その血統を守り抜き、縁あって敵の御曹司の子を産んだ小百合姫の祈りによって鳥海山鶴間池の白百合が黒百合になったという話である。

## 歴史
秋田県仙北郡生保内村の藤原相之助は明治5,6年の頃、春から秋にかけて毎年回って来た羽黒山、湯殿山の法印から「矢島の祭文」を聞いた。その後、出羽三山でこの祭文をたずねてみたところ、その手がかりすらなかった。そこで、故郷の生保内村でたずね、古い記録や老人たちの記憶、自分が覚えている分をつづりあわせて「黒百合姫」を作った。藤原は河北新聞の主筆を務めた人で、その文を昭和9年の秋に柳田國男に送り届けた。柳田はその意図を汲み昭和19年に『黒百合姫物語』としてその論評本を出版し、藤原の稿文はそのままで出羽神社に所蔵された。

## あらすじ
昔々、奥州衣川の城主である安倍貞任は、身長7尺5寸、百人力の力者であったが、その情け深さによって民百姓から慕われていた。しかし、源義家とふとしたことから仲違いし、9年の合戦になった。万民の嘆きのため貞任は自分一人のために万民を泣かせる道理はないと、自分の首をはねた。
貞任の妹の白玉御前は、出羽の清原氏の奥方になっていた。貞任没落の由を聞いて、民衆を安堵させようと8歳の権太郎清衡和子（わこ）を連れて奥州に戻り平泉の館を開いた。平泉は清衡・基衡・秀衡の3代99年の間静謐に治まった。秀衡はその情け深さのため源義経を我が子の如く世話をしたが、それが源頼朝との仲違いの原因となり、平泉の館は焼失した。

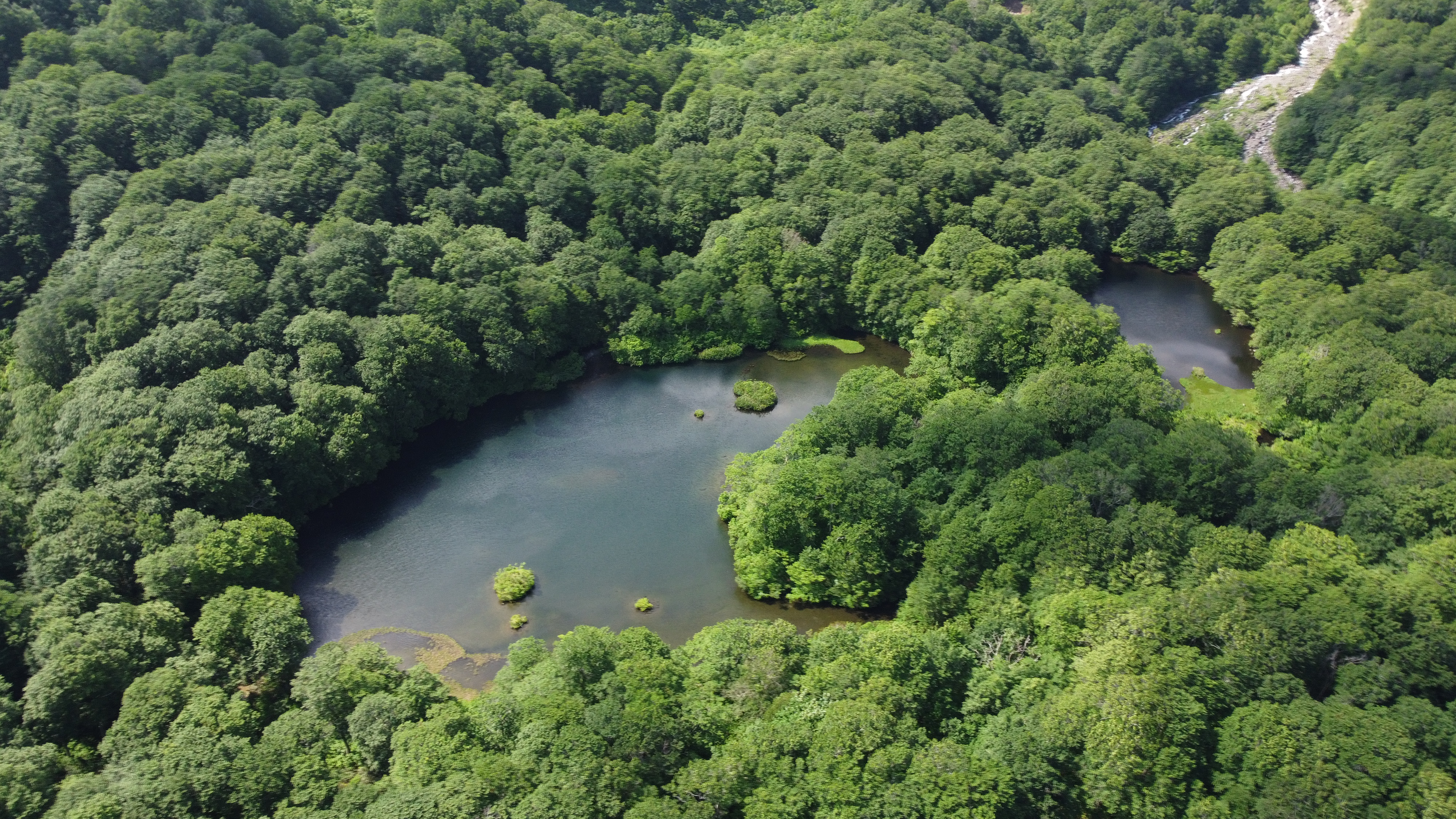
鶴間池
黒百合はこの地区では月山のみに咲く

秀衡の妹萬徳御前は、奥州岩城の郡司次郎太夫則道の奥方になっていたが、平泉の館没落を聞いて、鎌倉勢を追い返して民百姓を安堵しなければならないと8歳になる香澄姫という姫を連れて、出羽の田川の郡司の砦を宿に大河兼任を大将にして、地侍8万騎を集めた。大河兼任が8万騎を連れ奥州に越えようとしたところ、平泉三代の主君に背いて頼朝に降参した由利仲八維久の裏切りのため、8万騎はちりぢりとなって亡んだ。萬徳御前は香澄姫を連れて、男33人、女33人を召して鳥海山に登り龍王の住まいだった鶴間池の池の岸に女別当の宮を創り龍王の使いを始めた。
さて、その後奥州の乱世が続き、鳥海山の北の由利地方はひとしお乱れていたので、鎌倉殿の仰せで、由利十二頭が配置された。十二頭の旗頭、矢島の大江大膳太夫の子、左衛門尉義満は生まれつき病身だったので、旗頭の役を仁賀保氏に譲ったが、このままでは矢島の城もおぼつかない。強い後継ぎを授けてくれと鳥海大権現に立願したところ、鶴間池の女別当に参れとお告げがあった。当時の女別当は萬徳御前の孫の玉百百合御前だった。左衛門尉は何とか強勇の跡継ぎが欲しい、別当には2人の息女の1人をもらい私の妻にすれば強勇の跡継ぎができるだろうという。玉百百合御前は当家は先祖の安倍貞任の家筋を守るので、婿はとるが嫁にはださないし、その婿も龍王の他に婿にとった例は無いという。左衛門尉義満は思案をして、大江の名字をやめ、矢島を名乗り龍王の相婿になって是非とも息女を所望するとした。玉百百合御前は娘の玉鶴姫の婿入りを許可した。玉鶴姫の腹から生まれたのは、安倍五郎満安で、身長7尺5寸の筋骨たくましい勇士で、安倍貞任の生まれ変わりともてはやされた。

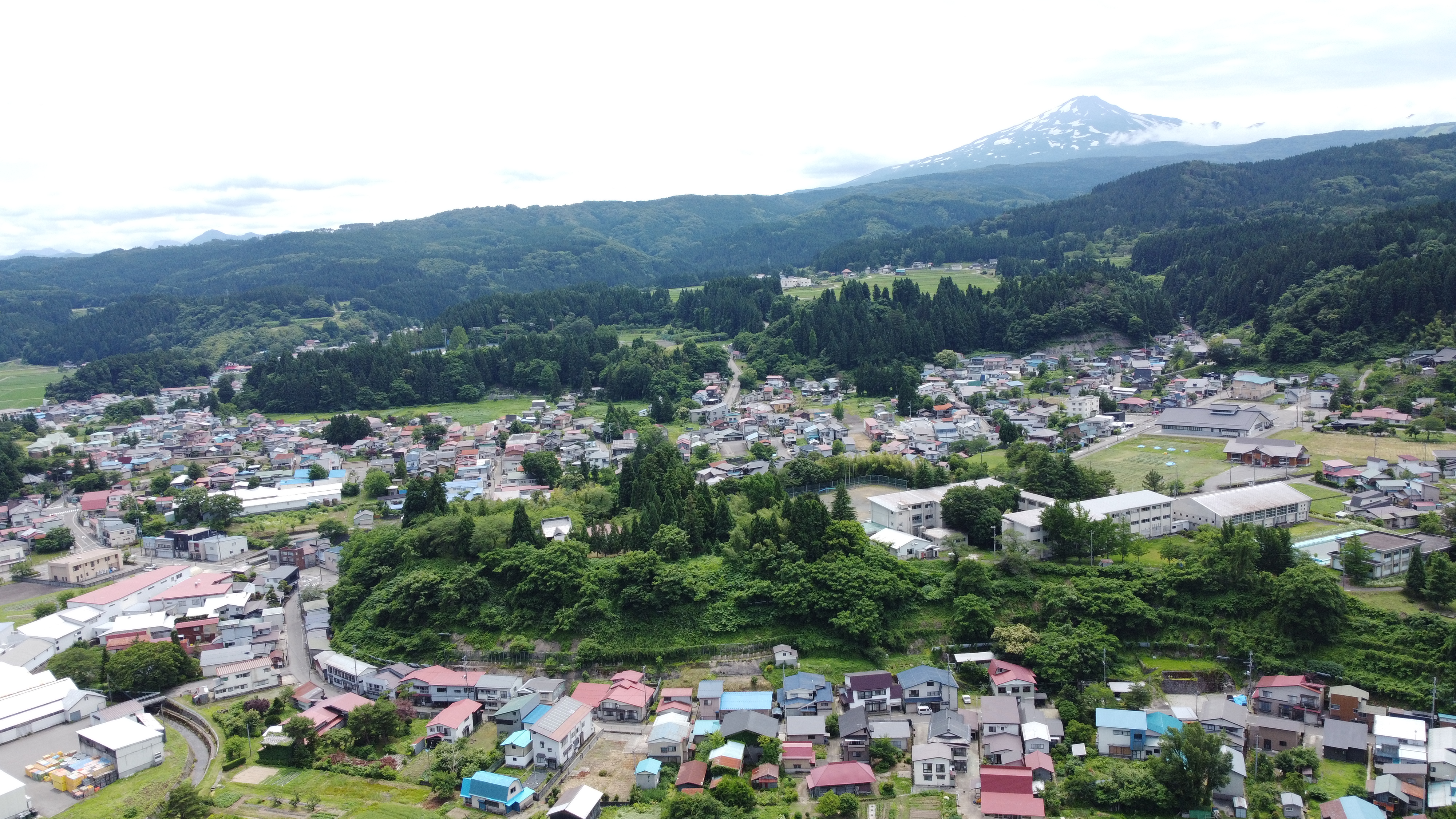
矢島城址（八森城址）

安倍五郎満安の代になり、仙北郡西馬音内の城主小野寺肥前守茂道の娘を奥方に迎え、男女の子をもうけた。あるとき、秋田城之助より祝賀の招きがあり、祝賀が終わり別間でくつろいで相客の面々と雑談をしていた。そこに来て上座についたのが、由利瀧沢館の瀧沢忠八郎政家であった。瀧沢は、矢島殿は鎌倉殿からの由緒ある大江の苗字を捨てて、貞任の末孫だとして安倍の矢島と申されているそうだが、それで十二党の旗頭の格に直ろうと企てるのはもってのほかで、身長が高くて旗頭になれるなら、ウドやイタドリで7間四面の堂も建つだろう、ワッハッハと声高に笑う。矢島は一堂の手前黙っておられず、瀧沢殿、サムライの価値はその家の存亡ではなく、サムライの道に背くか背かないかである。御身が自慢する先祖の由利殿は、鎌倉殿に生け捕られた上で降参したのはまだよいとして、平泉の恩義を思って出羽で旗揚げした大河兼任を裏切った仕打ちはサムライの道を外れたものではないのか。また、鎌倉殿に忠義を誓ったいうのに、和田の謀反に加担し所領を召し上げられ、やっと本領に帰参されたのは、鳥海弥三郎が「先祖が龍だと、ミミズが自慢をする」と言うことと同じだとやり返すと、一座はドッと笑い崩れた。
万座の中で恥をかいた由利殿は恨みをはらそうとしたが、力が及ばないため、十二党の旗頭仁賀保大和守明重をたずねて言った。矢島殿は旗頭の格を御当家に召し上げられて返されぬを残念に思っている。さらに、大江の苗字を捨てて、安倍の矢島と名乗り、由利一円を手に入れようとしている。ご用心めされと注進した。大和守は玉前信濃守を誘い、矢島と玉前勢八千騎が矢島で合戦をした。大和守は矢島城大手門に馬で押し寄せ勝どきを上げた。五郎満安はこれを見て一騎打ちを挑んだ。大手門を開き、大和守に追いすがって生首を引き抜くと、寄せ手は蜘蛛の子を散らすように逃げて行った。仁賀保城では嫡子の大和守安重が跡継ぎに立ち、父の仇の矢島殿を討たねばならないと千騎で攻め寄せたが、先代と同じく討ち殺された。従弟の宮内小輔治重が跡目を相続して、小吉の次郎芦田伊豫守を加勢に頼み、矢島城に押し寄せたが、途中で近習のものに刺殺された。仁賀保の一族が評議の上、治重の女に小吉兵部少輔の子八郎を婿に取って八郎重勝とした。八郎は我こそ本望を遂げようと矢島に押し寄せた所、五郎満安の手裏剣一本であえなく命を落とし、仁賀保の家を継ぐべき人がいなくなった。十一党相談の上、赤尾津孫九郎の次男兵庫頭勝俊を仁賀保の家に据えた。赤尾津、芦田その外党の面々が、矢島城に押し寄せようと評議待ちのところに、仁賀保の城下院内の禅林寺法林、矢島の城下大森高建寺の方丈が双方に仲裁を申し出て和睦が成立した。
次の秋、出羽山形の太守最上義康が五郎満安に直書を出した。そこもとの勇力の趣が、豊臣秀吉に伝わり、馬ぞえとして召し出す旨の連絡があった。それにつき、内々申し含めの筋もあるので、さっそく来て欲しいという連絡であった。五郎満安は早速出かけようとするが、家老たちは危険だとこれをいさめる。五郎満安はこれをおしとどめ、小坂左近、塩越孫六という2人の近侍をともに連れて、山形の館にまかり通った。最上義康は五郎満安にまず合戦の顛末を聞く。五郎満安は顛末を弁じ自分たちより一度も合戦を仕掛けた覚えはないと言う。馳走として最上義康は五郎満安に最上川の3尺の大鮭の丸焼きと、1升8合入りの酒、こしきのままの飯を持ち出した。五郎満安は酒は8杯まで飲み、大鮭は頭から食べ、こしきの飯は粒も残さず頂戴した。最上義康はさてさて稀代の豪のものだ。惜しい勇士だから打ち明けよう。馬ぞえとして召し出す話は偽りだ。十一党の嘆き訴えにより、そこもとを誘い寄せて撃ち殺そうという計画だったのだ。これを見よと左右の帳幕を払うと、鉄砲を持った侍が30余人、2間槍を持ったもの30余人が身構えたまま現れた。五郎満安はウムと下腹に力をいれると上袴の紐が切れ、88本の手裏剣が出てきた。我らが殺されるときには、この手裏剣の7・8本はお館殿の身を通っていただろうという。最上義康はイヤイヤそこもとはただものではない。今後は十二党すべて直参させ、確執があれば奉行所に訴訟をさせるようにする。私的な成敗は不正と申しつけると言い、白銀50枚に中黒の紋が入った旗を下され、面目を施して帰らせた。
五郎満安は山道を矢島へと帰る途中、最上川の渡しで堤林の隼人という家来が馳せて来た。殿が留守のところに、仁賀保を始め十一党、それに瀧沢も加わって矢島城は押し破られ、味方は大半討ち死にを遂げ、若君二人も刺殺されたと証言する。奥方だけは山籠で西馬音内の実家に送り届けた様子。今矢島の城は十一党が立て籠もっているので、まず西馬音内に行き、旗揚げの用意をした方が良いという。五郎満安は西馬音内の舅小野寺茂道の城に行った。十一党は案と違うと戸惑う。瀧沢忠八郎は小野寺茂道の本家、横手の城主小野寺義道に口達者な者2人を遣わし、分家の小野寺茂道は去年の頃から合戦の準備をしているように見えたが、今度は矢島の悪龍と呼ばれる聟の五郎を呼び迎え、横手の城を攻め取ろうとしている。用心しなければ危ういと言わせた。小野寺茂道は即刻西馬音内を退治せよと、家老大森五郎康道に8千騎の軍勢を添えて西馬音内に遣わせた。
大森五郎康道は小野寺茂道が謀反を計画しているとは限らないと思案し、まず西馬音内の東の松山に陣を張り、西馬音内城に手紙を送った。内容は五郎満安を城に抱えて謀反の旨の噂があるため討伐に来たが、謀反の筋がないなら、その実証を見届けてから和談をしようというものであった。小野寺茂道は不実の噂の実証ができるものか。返答は無用で討って出て蹴散らせという。五郎満安はこれを止め、大森に手紙を出し了見を聞きたいので、しばらく任せてくれと言う。手紙の内容は、今度のこと我らが舅を頼って当城に参ったので両家が弓矢の沙汰になったのは嘆かわしい。もし我らが自害して果てて首を渡したなら仲直りするのか返事が欲しいというのものであった。大森よりの返書はその通りするなら和議は相違なく請け負うというものであった。小野寺茂道はそれを見て、聟殿の心遣いはもってのほかで、何の自害に及ぶべきかと言ったが、五郎満安は手裏剣の切先を胸から背に貫通させ、御免と庭に出て、脇差しを引き抜き自分の首を切り取って、庭の塀の外に投げ出した。それを見て、3人の家臣も腹を切る。奥方も喉をかききって自害したので、小野寺茂道は泣く泣く聟の首を大森の陣に送ると、大森は首を城内に返し、横手に引き返した。
さて、矢島城が落城した時に鶴間池の宮の巫女月光という女別当が居合わせていた。5歳になる小百合子姫を守っている時に合戦になり、姫を抱きかかえ、奥庭の犬くぐりから城を脱出した。蓑ケラをかぶり、野に伏し山に伏しようやく山形にたどり着いた。月光は太守の館にも出入りしていたので、太守にこの小雛子を大殿様の羽の下でたすけてたもれと涙を流せば、太守はそれを了承した。最上義康は小百合を我が子のように育てた。小百合姫は成長につれてますますあでやかに美しく育った。多くの若殿原がふみを送ったりするが、姫は少しも取り合わない。あるとき部屋の文机の上に「若草の茂きが中に一もとの　姫百合の香ぞゆかしかりける　あげ羽の蝶」という色紙が置かれていた。何度かふみの交換をしていると、几帳の影からあげ羽の帳の君が現れた。やわらかに吹く春風に、露も情も結ばれることになった。
最上義康の42歳の厄払いとして、巫女月光の母である女別当も出府した。修法が終わって女別当は小百合を招き、人を払って姫の出生の経緯を語った。そして、親兄弟の鬱憤を晴らさないではあるまいぞと言った。小百合は涙をハラハラこぼし、ここに居てはだめだ。私を山に連れて行って欲しいと願ったので、女別当も見過ごすことはできず、山に連れ帰った。小百合姫は鳥海山鶴間池の別当の宮にこもって、親兄弟の鬱憤をはらさんものと33人の行者と33人の巫女を相手に、弓馬剣戟、手裏剣の術を修行した。しかし、小百合姫は懐妊していた。泣けど悔やめど栓なく、鳥海大権現の御宝前に身を投げかけこの身が2つになった後、本望遂げることができるなら、鶴間池の岸に咲く山百合の花を墨染の色に染め、望みが叶わぬものならば昔ながらの色に咲かせて欲しい。そうすればこの身生きながら龍神の贄になりますと誓いを立てた。翌年、男の子を産み落とした後に、鶴間池の岸の百合は皆墨色に咲いた。さては本望が成就すると勇んで修行すると、66人の行者も巫女も一騎当千の手並みとなった。姫は乳児の緑丸を抱き、有耶無耶の関に陣立てした。まずは瀧沢城に向かって駆け込めば、瀧沢勢は散り散りに落ち失せた。
次は仁賀保を討てと、院内の城に馳せ向かい、二の丸の軍勢を討ちすくめると、本丸のものどもはしばしご猶予あれ、申し上げたいことがあると言う。家老が木戸口に出てきて、当家兵庫頭は先日山形府で病死した。嫡男の藏人はまだ家督相続も済んでいないが、城主であることは違わないので今から降参し、城を明け渡すので主従の命は助けて欲しいという。藏人ここに出よと言えば、やがて藏人が出てきた。丸腰で両手をつく藏人を小百合姫がつくづく見ると、御身はあげ羽の君ではないかと言う。姫は緑丸を藏人の前に出し、城をこの子に明け渡されよ。この子は我らの跡継ぎでもあるが、御身の種でもあると言い捨てて、66人のつわものをさしまねき、あとをも見ずに引き去って矢島の𥱋股の山里に庵室を結び、法華経を読誦して身を終わらせた。

## 柳田國男の解説
柳田國男は『黒百合姫物語』（言霊書房、昭和19年）でこの物語を解説している。柳田國男はこの地方の戦記物語である『由利十二頭記』および『奥羽永慶軍記』との比較を行っている。『由利十二頭記』は続群書類従のものと、秋田叢書本のものがあるが、秋田叢書本のものは近代の軍記風で、続群書類従のものは候文で武邊咄聞書（ぶへんばなしききがき）と形が近く、後段にほぼ同量の別伝を附載している。そして、祭文の小百合姫の伝記はこの一巻の中でもかなり違っている。
『由利十二頭記』では姫の名が一方ではお藤御前（続群書類従本）、他方ではお鶴殿となっていて、これは『奥羽永慶軍記』の記述と一致している。お藤系では父の五郎満安が討ち死にした時には、娘はもう年頃になっており、前年に仁賀保矢島両家の一旦の和睦がなったとき、それを固めるために仁賀保の嫡子蔵人と縁組の約束をして、まだ奥入れがすまずにいた。お藤御前は天正16年12月に新庄の城にいて敵方に捉えられ、17年正月には仁賀保に連れて行かれ、そこに10年と8月ほどいたことになっている。多分、その間は蔵人の妻であったと思われる。慶長5年9月はじめ、矢島の遺臣達の蜂起に先立って西馬音内三右衛門という者が計略をもってこれを仁賀保根城から盗み出し、母の里方なる西馬音内に逃げていったとある。また4年の後に、やはり旧臣たちの尽力によって矢島の新城主楯岡長門守の室に縁付けたとされ、付近に菩提寺がありまた戒名が残っていることがこれと抵触しない。お鶴の方では、お鶴は矢島家の滅びた時に、齢わずか4歳、または2歳だった。仁賀保に引き取られ年月を送り後に脱出したとする。
『奥羽永慶軍記』の記述は最もよく黒百合姫祭文に似ている。この本では矢島氏の最後の城は山中の険阻荒倉城とし、その落城を4年後の元禄元年のこととしている。その時にもお鶴は幼少だったので、乳母に抱かれて母ともろともに城を逃げのびたが、夜の暗闇に一行と離れ離れになった、その次の日はからずも敵の大将の仁賀保兵庫頭の陣頭に出てしまう。仁賀保は不思議な情け深さを持って姫を許し乳母の願いに任せて、故郷の荘内に送り届けた。荘内では田川郡大山の日野備中守祐包という武士がお鶴を引き取って養育したということが「由利の面影」に出ているが、『奥羽永慶軍記』には記載されていない。仁賀保兵庫頭が死んでから、倅の蔵人があまりに親不孝で、ついに母を焼け死にさせたことに愛想をつかせ、はじめて姫は脱出する気になった。慶長5年40人の矢島浪人が蜂起し、矢島陣屋を奪還した。陣屋の奪還というのは土地にとって忘れべからざる感動で、史実でもあったと思う。矢島五郎の血縁者は姫一人になっていて、彼女を迎えてこなければ名義が立たなかった。慶長5年9月、関ヶ原の戦いが行われる時に、上杉方の武将志田修理は密かに酒田に出はっていて、密かに彼らに内応を勧めたということになっている。

## 祭文と史実
祭文は神仏に祈願する唱えごとから起こったが、後に山伏によって普及した。多くは法螺貝などを伴奏にして合間に囃子詞を繰り返して語られた。「黒百合姫物語」では「レーロレン、レーロレン　…　むかし奥州衣河の御宿、安倍の貞任と申すは」とはじまり、話の継ぎ目にはこの「レーロレン」が入っている。生保内に現れた山伏は、右手を法螺貝のようにして語ったという。矢島の五郎満安の最後はまさに安倍貞任の二重写しで、安倍貞任と藤原三代というヒーローに対する奥州の人の深い親しみがまずあって、それへの追慕の情が戦国の大井満安を通じて黒百合姫伝説に結びついたという見方ができる。
伝説に示されている大井満安の盛衰は史実ともほぼ一致している。満安が安倍姓を名乗ったかは別にして、仁賀保や瀧沢と絶え間なく争ったのは事実だし、奮戦ぶりによって満安は現代の矢島でもスーパーヒーローとして親しまれている。さらに死後、残された姫が矢島再興を目指して動いたことも歴史には記されている。40人の矢島遺臣によってかつぎ出され、仁賀保に戦いをいどもうとしたようだ。柳田國男も「八森屋敷の奪還ということは、土地にとって忘れべからざる感動」であったはずだと記しているが、実際に奪還できたかは疑問でこれといった戦果はあげずに敗れたというのが事実であるようだ。ただ、矢島の地には仇討成就の願いがあふれていて、この見えない力が黒百合姫伝説に作用したことは推測できる。